# Саясан

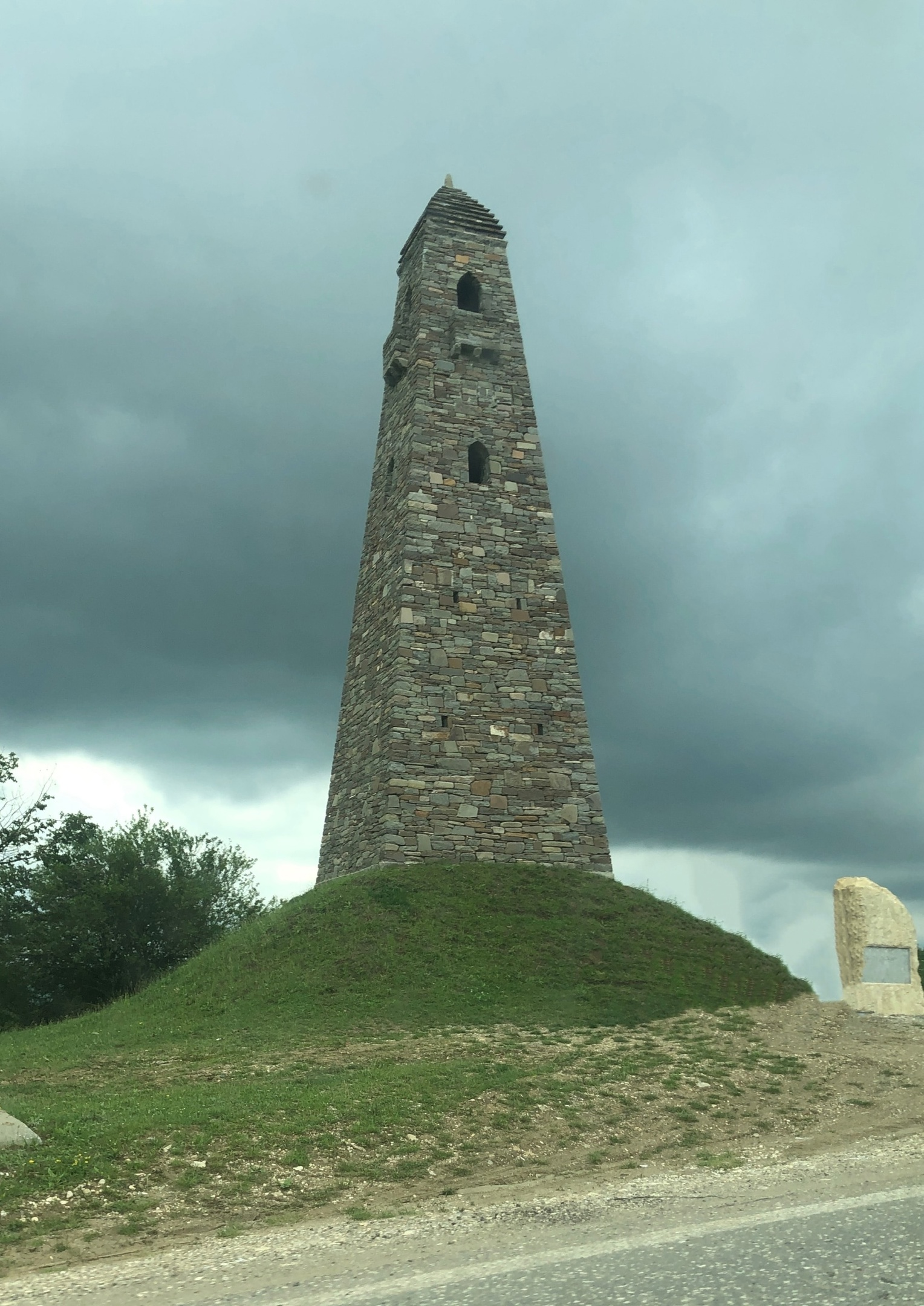
Башня села Саясан

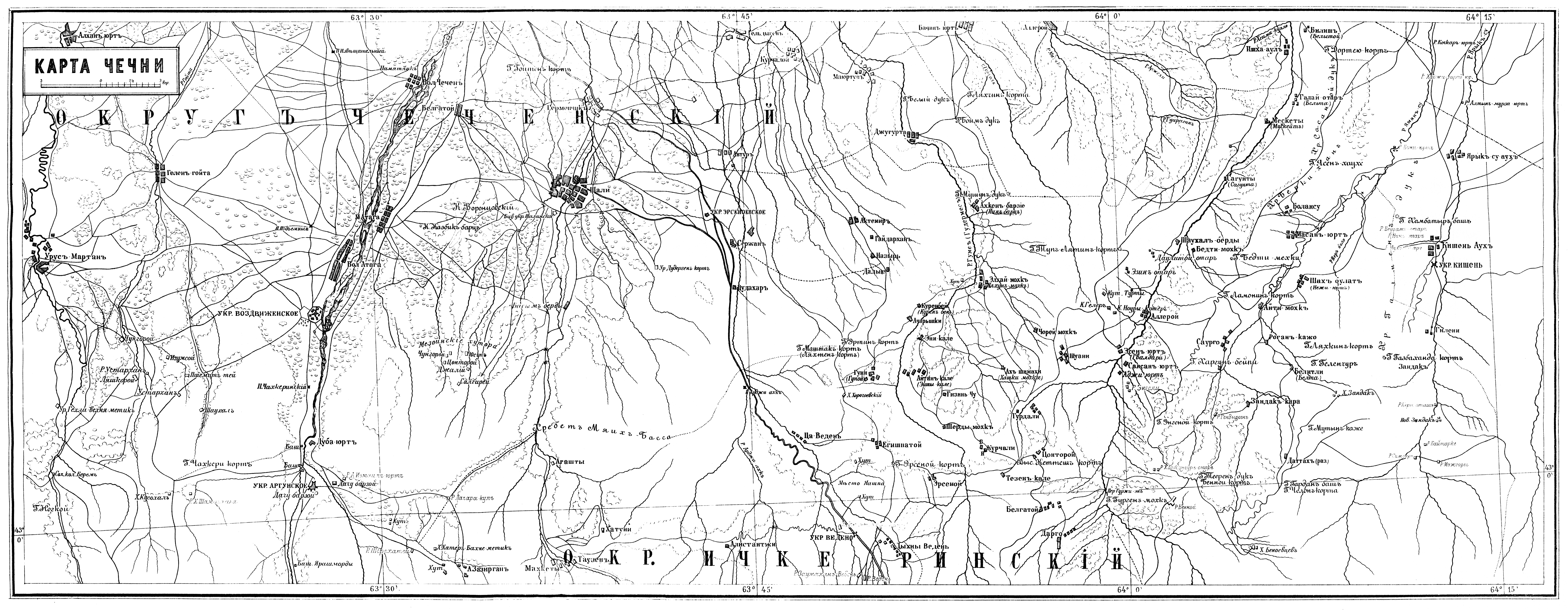
Карта Чечни 19-го века где указано село Саясан (Саясанъ-Юртъ)

Саясан (чечен. Сесана) — родовое село тайпа Сесаной, расположен на берегу реки Йасси (Аксай) в Ножай-Юртовском районе Чеченской Республики. Административный центр Саясанского сельского поселения.

## География
Село расположено на правом берегу реки Аксай, в 12 км к юго-западу от районного центра — Ножай-Юрт и в 82 км к юго-востоку от города Грозный.
Ближайшие населённые пункты: на севере — село Аллерой, на северо-востоке — сёла Совраги, на востоке — сёла Бильты и Хочи-Ара, на юге — село Энгеной, на юго-западе — хутор. Макси-котар, село Гордали, на западе — село Шуани и на северо-западе — село Исай-Юрт.

## История
Представители тайпа Сесаной в XVI-XVIII веке основали в горной части Чечни — Саясан, Айти-Мохк, Айта-Кхалла, а на равнине сёла — Хошкалде,К1ожа-Ирзе, Иласхан-Юрт, Лаха Ноьвре (Нижний Наур), Мелчхи и Успан-юрт (Дагестан, Хасавюртовский район). По сведениям кавказоведа Н. Г. Волковой, в селение Исти-су в момент исследования проживали два тайпа, Сесаной (выходцы из Элисхан-юрта) и Гордалой. По преданию, именно эти две нохчмахкхоевские тайпы основали селение. До 1940-х годов селение Истису находилось несколько выше, в предгорье, и состояло из двух частей — Гордало и Сесан, разделявшихся рекой Истису. Также Н. Г. Волкова зафиксировала представителей тайпа в селе Хошкельды, где помимо Сесаной проживали Бильтой, Центорой и Зандкой.
В горной части Чечни поселения тайпа Саясан располагались между реками Яман-су (по левому берегу) и реки Аксай (чечен. Яьсси, по правому берегу). Достоверно известно, что в XIX веке население таких аулов и хуторов горной части Чечни как Саясан, Гвардали, Айти-Мохк, Дабай-Юрт, Цезан-Ирзе, Замий-отар состояло из Сесаной, а в ауле Бетти-Мохк проживали Сесаной и Ишхой. Балка от местечка под названием Чанты (чечен. Ч1аьнта) до Тухчара (чечен. Бильт-ойла) на картах XIX века обозначена как Сесаной дукъ (на русском — Саясановский хребет).
Рассказы старцев свидетельствуют, что аул Дабай-Юрт (ныне не существует) за один день был стёрт с лица земли царскими войсками. В наши дни в районе Ножай-Юртовского кирпичного завода сохранилось старинное кладбище Дабай-Юрта. К 1840 году перестали существовать и такие аулы как Гвалдари, Цезан-Ирзе, Бетти-Мохк (примечание — позднее, после свержения Имама Шамиля и установления царской власти, ориентировочно в начале 1860-х годов, село Бетти-Мохк было возрождено выходцами из других тайпов) .
А. П. Берже — российский историк-востоковед, кавказовед, археограф, председатель Кавказской археографической комиссии в 1864—1886 годах, в своей книге «Чечня и чеченцы» события тех лет излагает следующим образом, — «До 1840 года по правую сторону реки Аксая, выше Герзель-аула, находились следующие аулы: 1.Аташ-отар, 2. Ахмет-тала, 3. Зимай-отар, 4. Балансу, 5. Сагунтой, 6. Наке-Юрт, 7. Бетти-могк, Дабай-Юрт, 9. Айти-могк и 10. Гвалдари. Аулы эти ныне не существуют и жители их перешли частью на Кумыкскую плоскость, частью далее в горы за Яман-су и на левую сторону Аксая». Ныне выходцы из села Саясан расселены в городах Грозный, Гудермес, Аргун и в разных сёлах Чечни.
Представители тайпа Сесаной принимали самое активное участие в общественно-политическом устройстве Чечни в разные периоды. Сесаной были в непосредственном водовороте военно-политических событий в восточной части Чечни и Дагестана на рубеже XVIII и XIX веков. В начале 1830-х годов старшиной (юрт-да) аула Эндирей (в тот период общественно-политический центр кумыкской плоскости) избирается представитель тайпа Сесаной. Старшина Салатавии Джамал также причислял себя к фамилии Саясан, к которой многие дома качалыковские принадлежали.
В период Кавказской войны с 1821 по 1843 годы был одним из центров сопротивления в Чечне под предводительством шейха Ташев-Хаджи (Воккха Хьаьжа). Именно Воккха-Хажа живший и учивший в Эндирее мусульманский богослов и принимавший активное участие в Кавказской войне с 1828 года, при активной поддержке представителей тайпа Сесаной, дважды выдвигался кандидатом на место имама Дагестана и Чечни, но в итоге уступает сначала Гамзат-беку Гоцатлинскому, а потом Шамилю Гимринскому. К 1835 году Ташев-Хаджи распространяет свое влияние и склоняет на свою сторону значительное число жителей восточной Чечни и кумыкские селения на плоскости. Влияние и активная поддержка идей религиозного устройства и национально-освободительного движения представителей тайпа Сесаной повлияли на выбор главной ставки Ташев-Хаджи в ауле Саясан. Многие рукописные коллекции религиозных трудов Ташев-Хаджи в наше время обнаружены у чеченского переселенца в Иордании, представителя тайпа Сесаной.
Первое упоминание о Ташев-Хаджи было сделано в военном донесении барона А. А. Розена военному министру А. И. Чернышеву от 16 августа 1834 года, а первые сведения о вооружённом выступлении горцев под его предводительством относятся к 10 июня 1835 года. Ташев-Хаджи создал боеспособную армию на территории Чечни и ряд укреплений, со своими небольшими гарнизонами от Саясана до Устрада-оьвла (нынешний Аргун), которые были и как сборные пункты для ополчения, в случае необходимости развертывания больших сил. Ташев-Хаджи постоянно тревожил своими нападениями все линии царских войск в Чечне и на границе с Дагестаном.
Весной 1839 года русское командование предпринимает экспедицию по замирению горной части Чечни. Командовать экспедицией было поручено генералу П. Х. Граббе. Общие силы, бывшие под командой Граббе, состояли из 10 батальонов, 5 сотен казаков, 6 лёгких и 8 горных орудий и 4 орудий казачьей артиллерии.
Первоначально Граббе решил обратиться в Чечню, чтобы нанести поражение Ташав-Хаджи Эндиреевскому, союзнику Шамиля, чтобы потом двинуться против самого Шамиля. Выступление отряда назначено было на 9 мая; перед выступлением Граббе отдал по отряду приказ, в котором призывал солдат к храбрости, строго приказал щадить женщин и детей и выражал уверенность в успехе русского оружия. Все приготовления к походу совершались Граббе в тайне и ему удалось приблизиться к укреплению Ташав-Хаджи в урочище Ахмет-Тала внезапно. По приказу Граббе крепость была сожжена. Горцы из крепости успели скрыться и вскоре собрали из ближайших окрестных жителей своих приверженцев. В то время, как горцы были скрыты густотой леса, передовой отряд армии Граббе под управлением полковника Лабинского был расположен на открытой равнине и подвергался беспрерывным нападениям горцев. Чтобы выбить неприятеля из позиции, Граббе двинулся с главными силами для атаки с фронта, а всю кавалерию послал в обход леса. Войско Граббе расположилось у Балансу (ближайшее ичкерийское селение). На другой день, 11 мая, Граббе вновь двинул свой отряд в землю ичкерийцев; предавая огню все встречные аулы, Граббе 12 мая занял селение Саясань, на берегу реки Аксай, где расположены были главные силы Ташав-Хаджи Эндиреевского, и нанес горцам второе поражение. Когда таким образом первая часть плана Граббе была удачно исполнена, он приказал войскам вернуться в крепость Внезапную, чтобы оттуда двинуться на Шамиля.

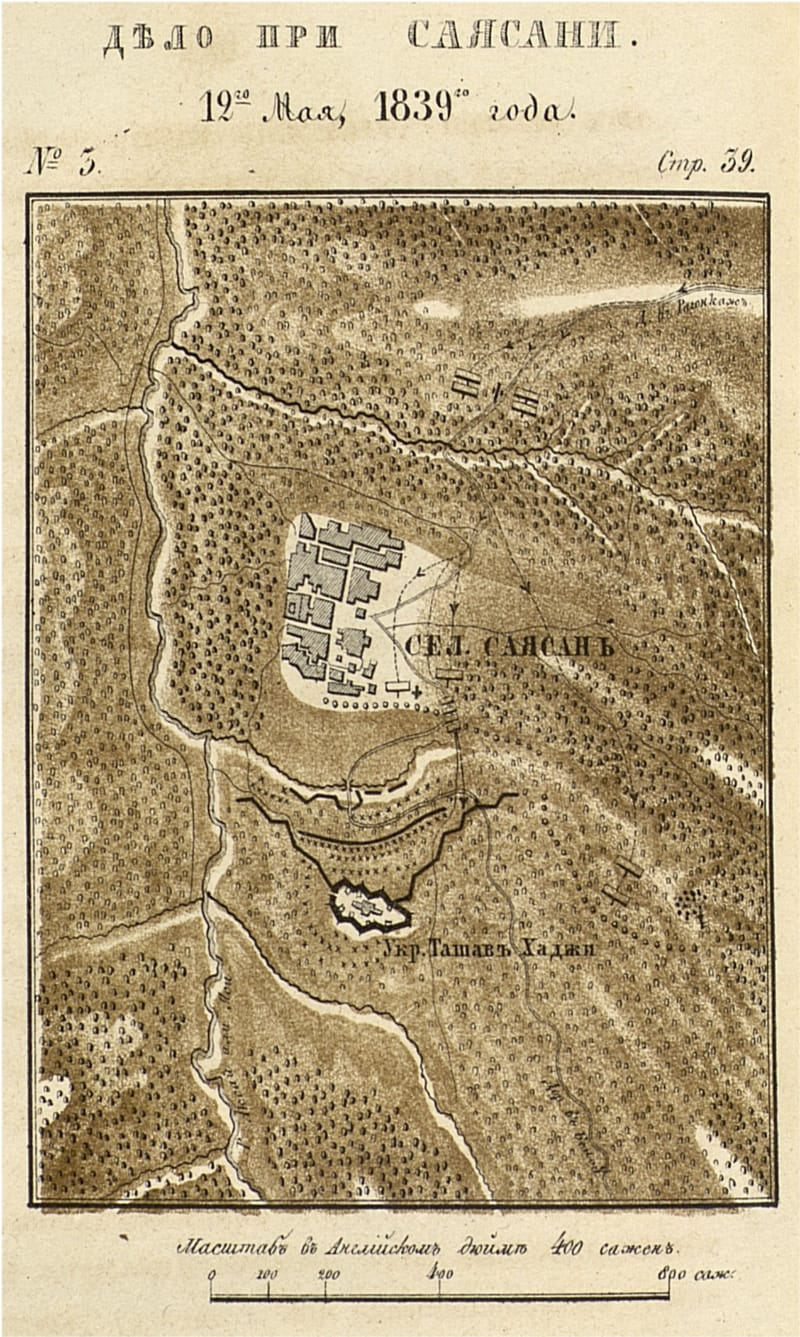
Карта Саясана с укреплением Ташев-Хаджи 1839 год

В 1842 году Граббе отправился в Петербург и добился утверждения своего нового плана, который состоял в том, чтобы овладеть резиденцией имама в Чечне, аулом Дарго, подорвать этим материальные средства и нравственное обаяние Шамиля, а вместе с тем покарать упорнейших врагов. 30 мая 1842 года Граббе, притянув к себе ещё три батальона с частью артиллерии дагестанского полка, двинулся вверх по ущелью реки Аксай, на селения Шуане и Дарго, имея под ружьем до 10 тысяч человек и 24 орудия. При войсках был огромный обоз, который растянулся на несколько верст и требовал для своего прикрытия почти половину отряда, поэтому вся колонна оказалась весьма слабой в боевом отношении. В первый день Граббе сделал всего 7 верст, а 31 числа пошёл проливной дождь, совершенно испортивший дорогу, тогда же появились многочисленные шайки горцев, завязавшие с отрядом беспрерывную перестрелку; а пройдя ещё 12 верст, Граббе принужден был остановиться. На протяжении линии аулов Мескита — Бетти-Мохк — Саясан отряд Граббе подвергается дерзким атакам небольших отрядов горцев. Раненых в отряде Граббе уже насчитывалось сотнями, невозможность дальнейшего следования сделалась очевидной; поэтому Граббе в ночь на 2 июня приказал отступать по той же дороге. Чеченцы, видя критическое положение отряда, нападали на него со всех сторон, отбивали обоз, орудия, даже людей. Наконец 4 июня Граббе привел отряд в Герзель-аул, потеряв 60 офицеров и 1700 нижних чинов; кроме того, он лишился одного орудия и почти всех продовольственных и съестных припасов.
С 1935 до 1944 года, а затем с 1957 по 1961 года, являлся административным центром Саясановского района Чечено-Ингушской АССР. В период с 1944 по 1957 года являлся административным центром Ритлябского района Дагестанской АССР.
В 1944 году, после депортации чеченцев и ингушей, и упразднения Чечено-Ингушской АССР, селение Саясан было переименовано в Ритляб и заселено выходцами из соседнего Дагестана.
Указом Президиума Верховного Совета РСФСР от 10 апреля 1957 года селу возвращено прежнее название.

## Население
| 1939  | 1959  | 1990  | 2002  | 2010  | 2012  | 2013  |
| ----- | ----- | ----- | ----- | ----- | ----- | ----- |
| 788   | ↗1080 | ↘636  | ↗959  | ↗1145 | ↗1175 | ↗1195 |
| 2014  | 2015  | 2016  | 2017  | 2018  | 2019  | 2020  |
| ↗1232 | ↗1276 | ↗1306 | ↗1346 | ↗1371 | ↗1394 | ↗1409 |
| 2021  | 2023  | 2024  |       |       |       |       |
| ↘1264 | ↗1295 | ↗1301 |       |       |       |       |

## Религия
В селе расположен зиярат Шейха — имама Чечни Ташу Хаджи Саясановского (чечен. Воккха Хьажи).

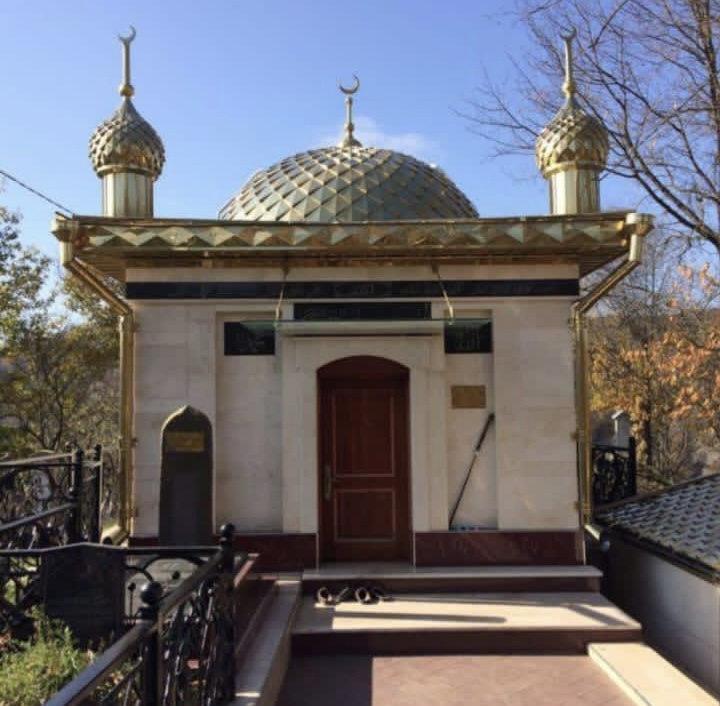
Зиярат Ташу-Хаджи Саясановского

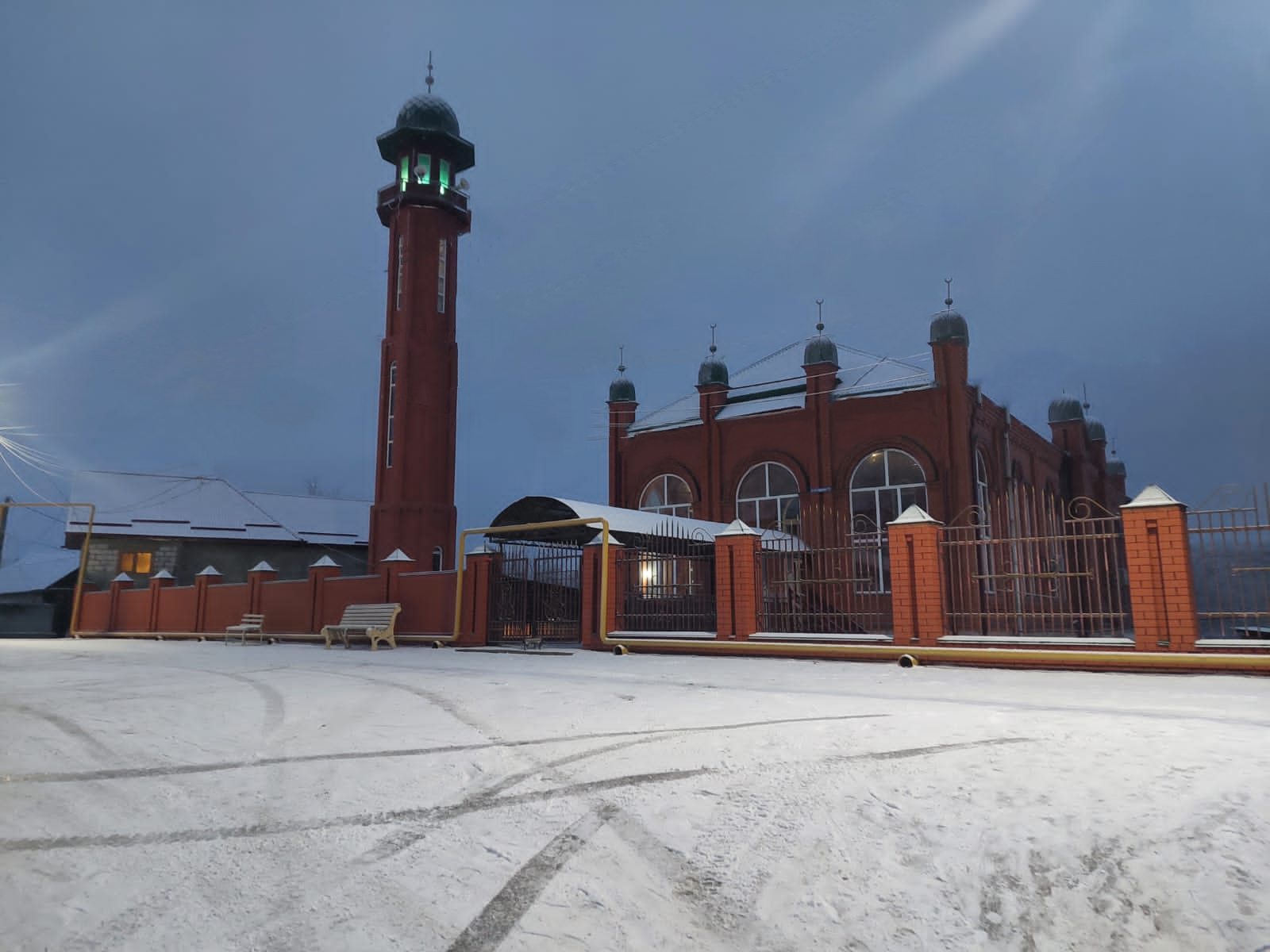
Мечеть села Саясан

Также в селе расположена кирпичная мечеть

## Палеонтологические открытия
В 2012 году житель Саясана Хамид Абдулмажидов, нашел на территории села окаменелые останки некого существа. Впоследствии выяснилось что останки принадлежат киту жившему в данной местности 10 миллионов лет назад. Данный, ранее неизвестный вид усатого кита назван в честь села Саясан: «Vampalus sayasanicus».

Фотографии останков усатого кита
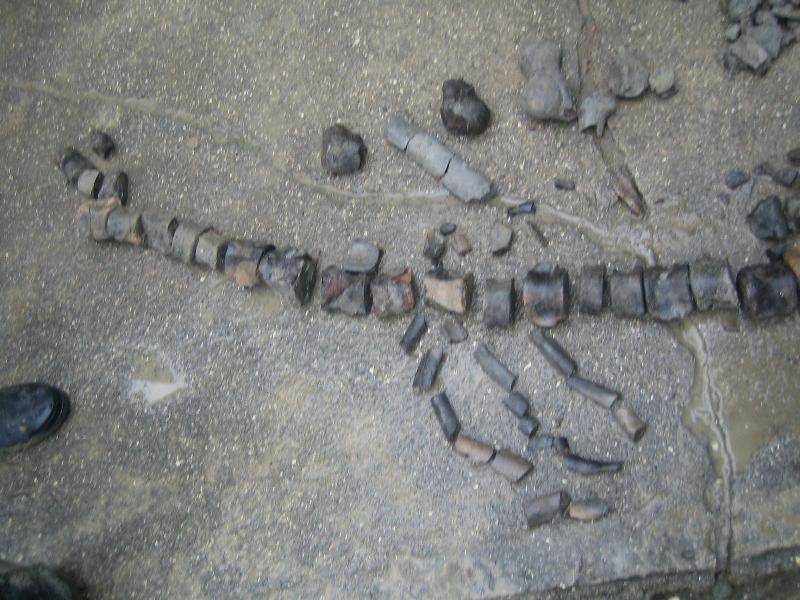
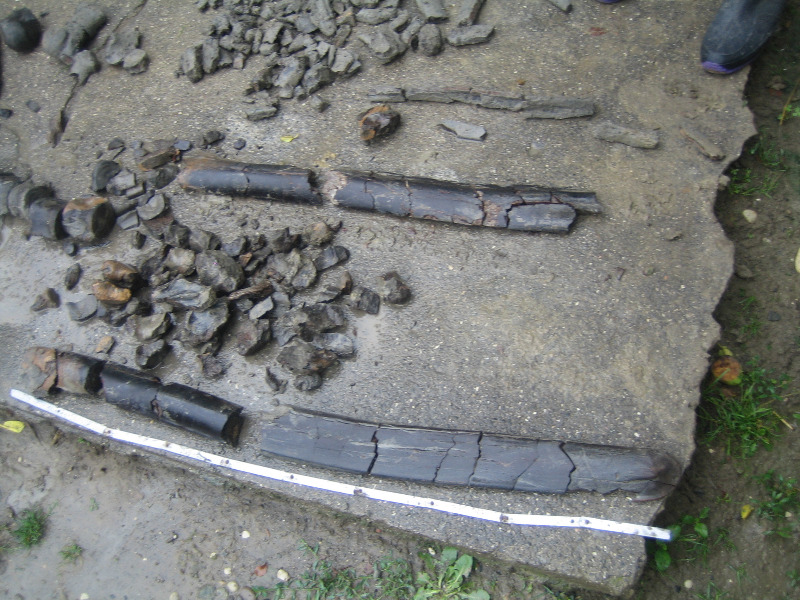
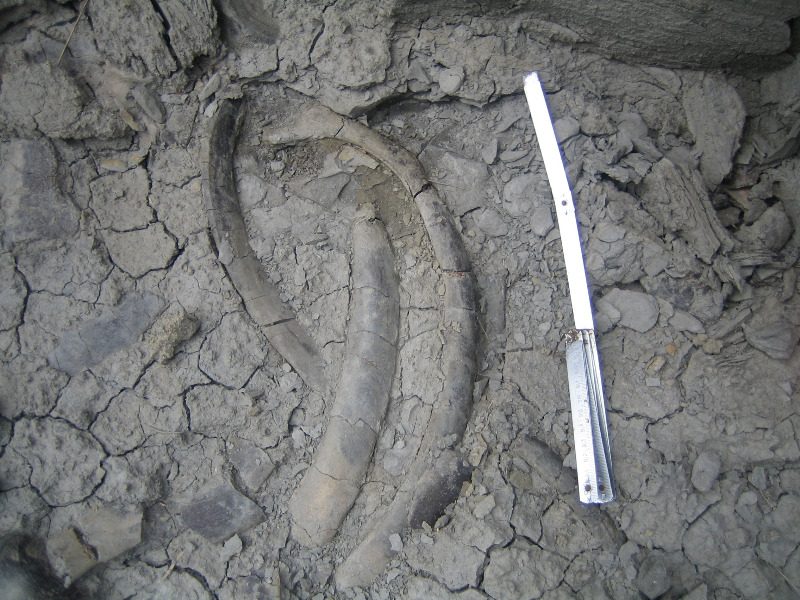

## В искусстве
- В репертуаре Народного артиста Чечни Али Димаева есть песня «Сесан-юрт»[32].
- Ваха Ахматханов создал произведение «Сеснара мукъам»[33].

## Фотографии села

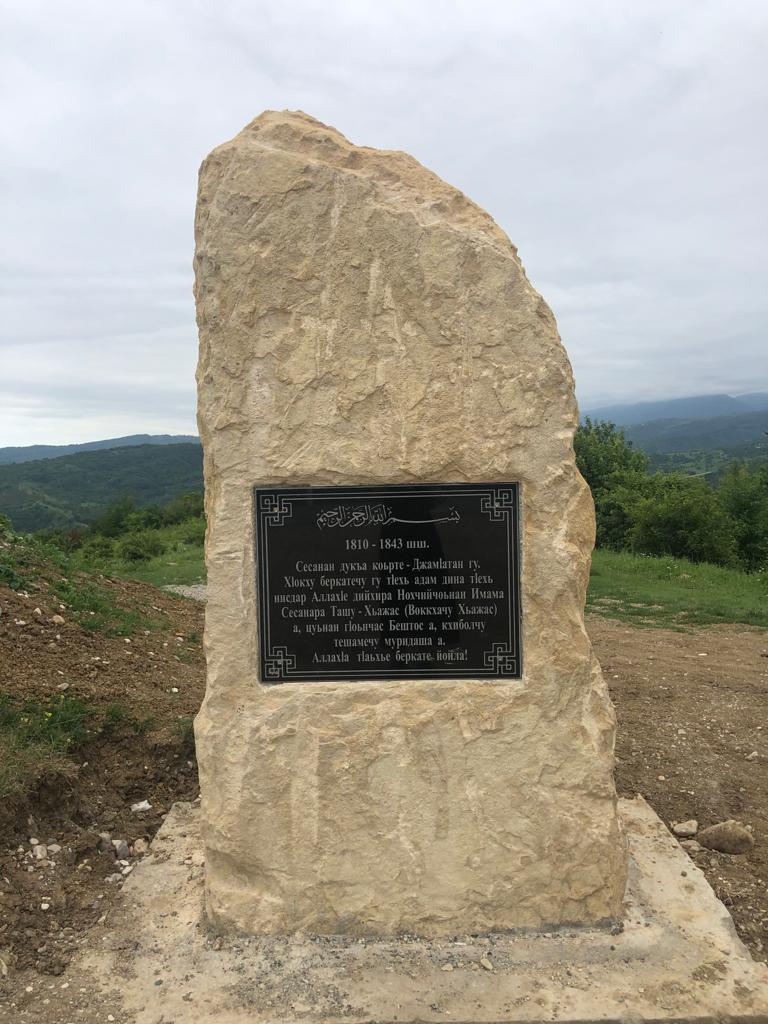
Мемориальная плита около Саясановской башни
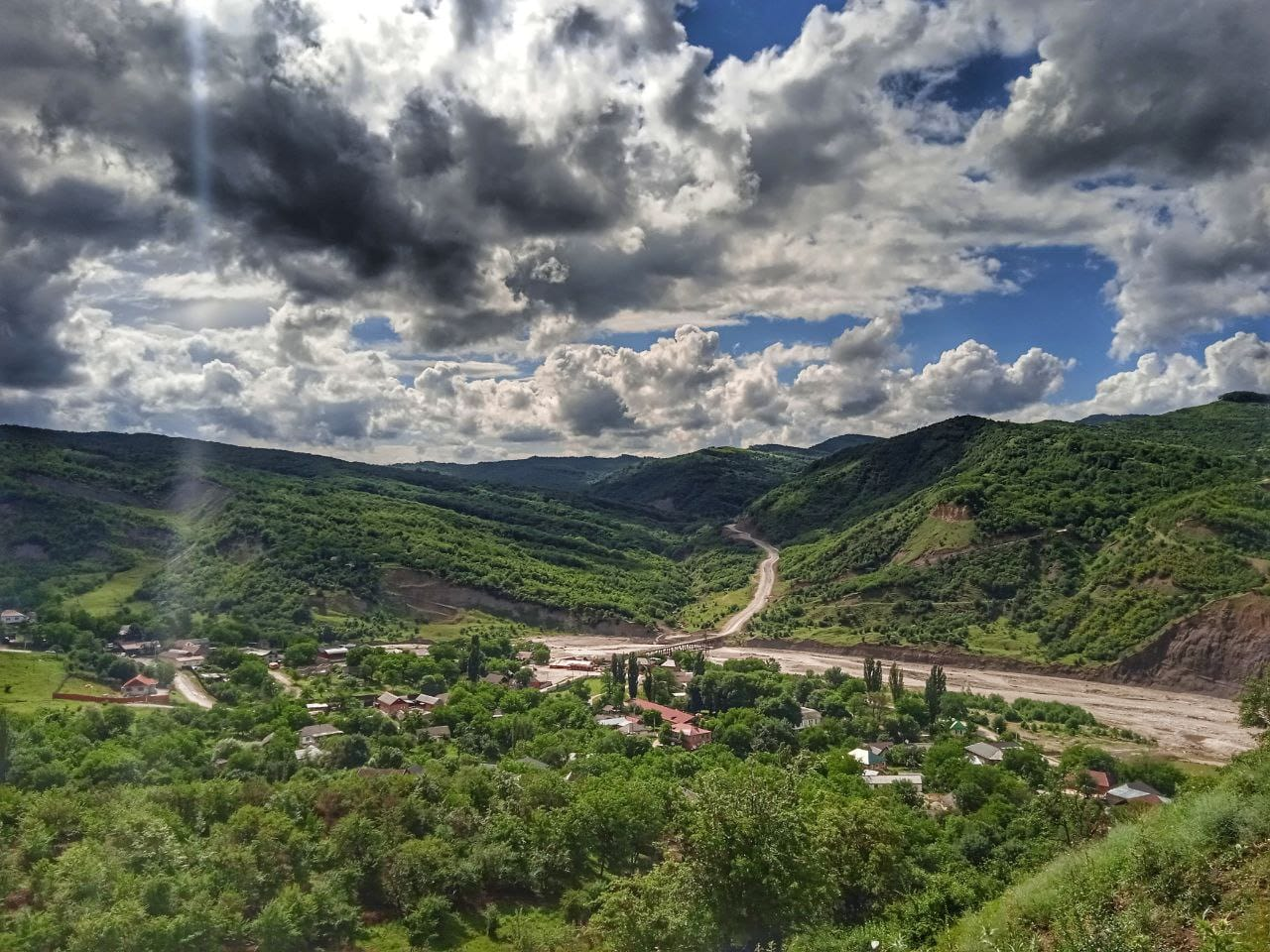
Виды села Саясан
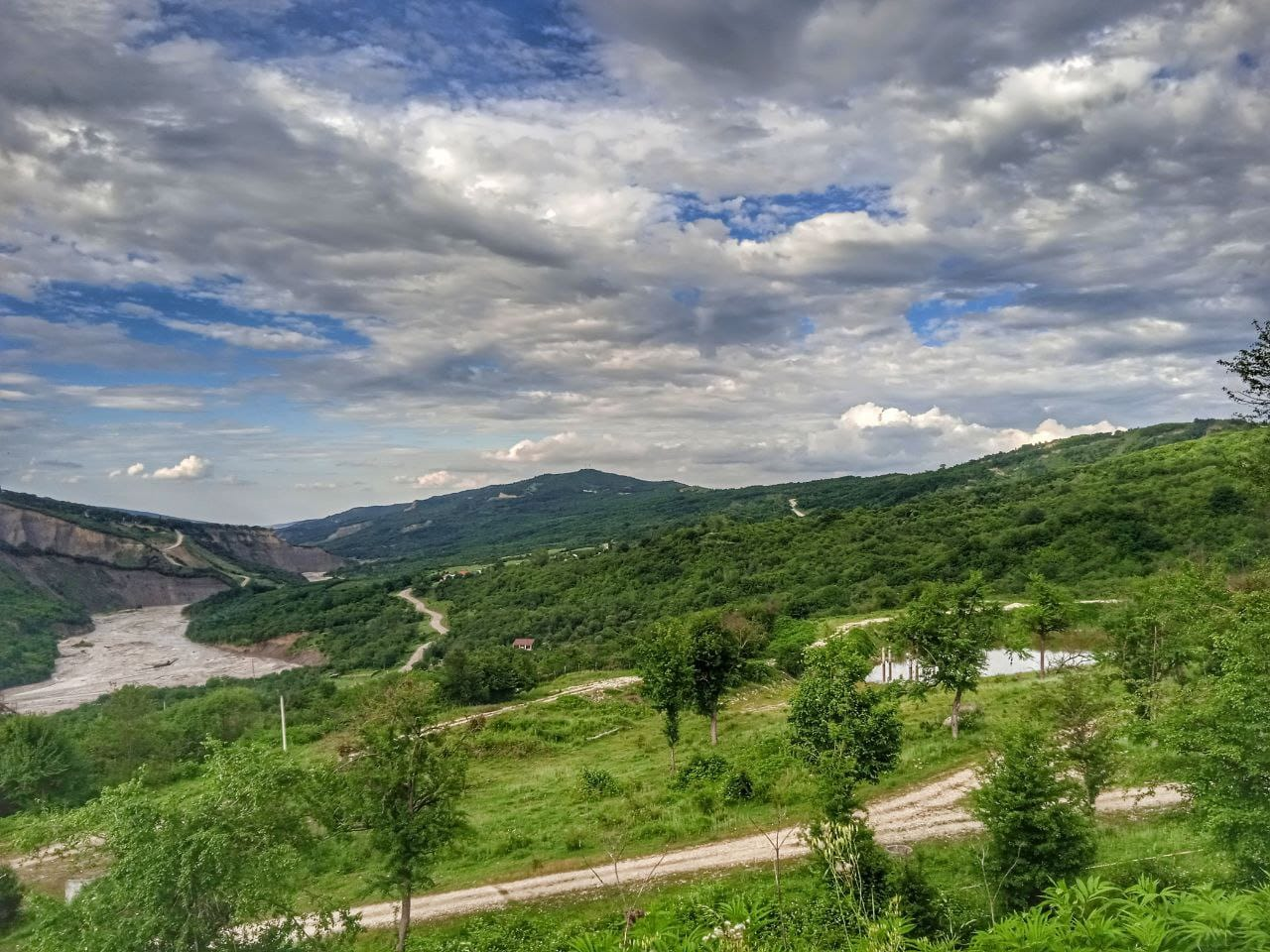
Виды села Саясан
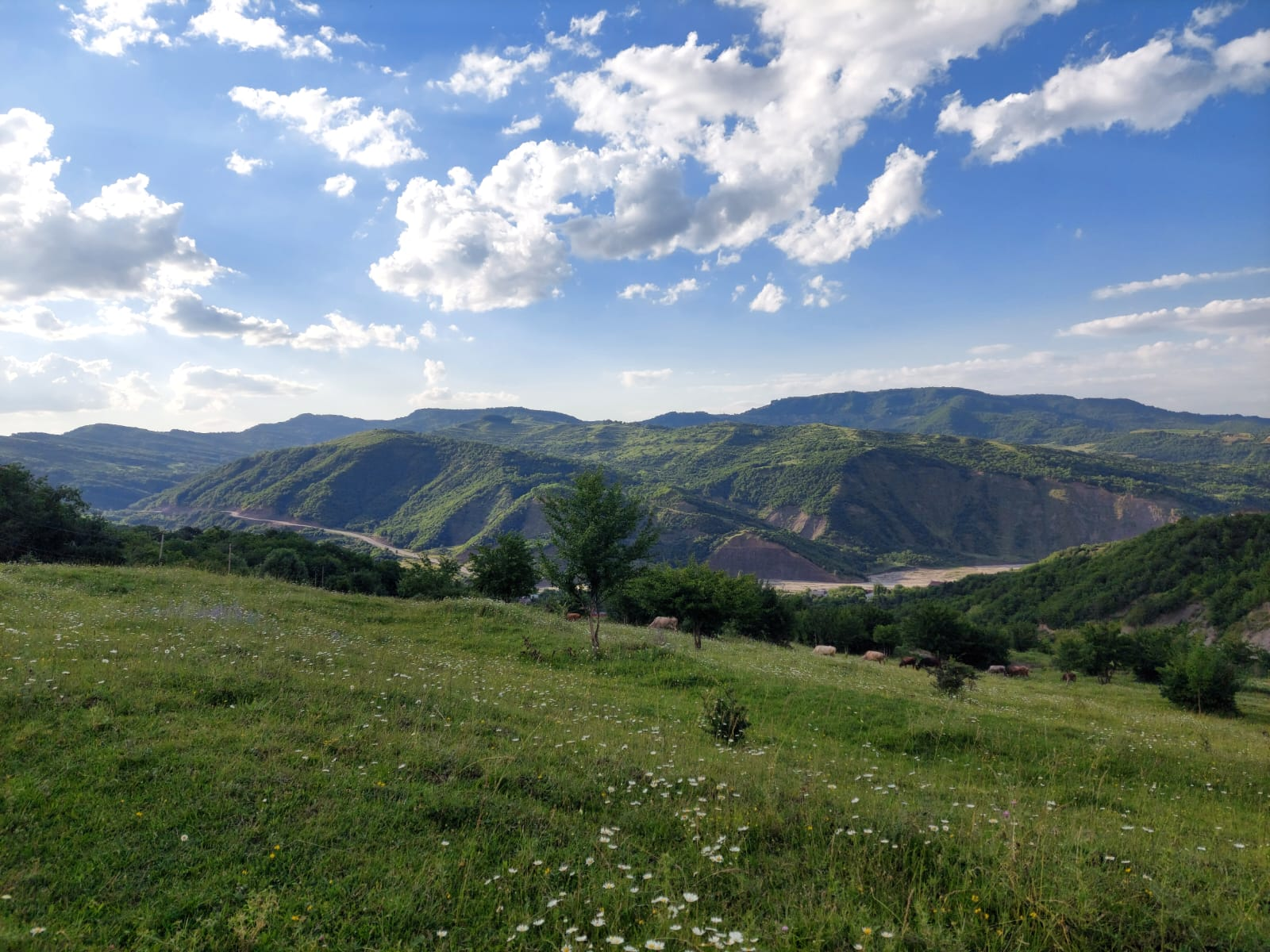
Виды села Саясан
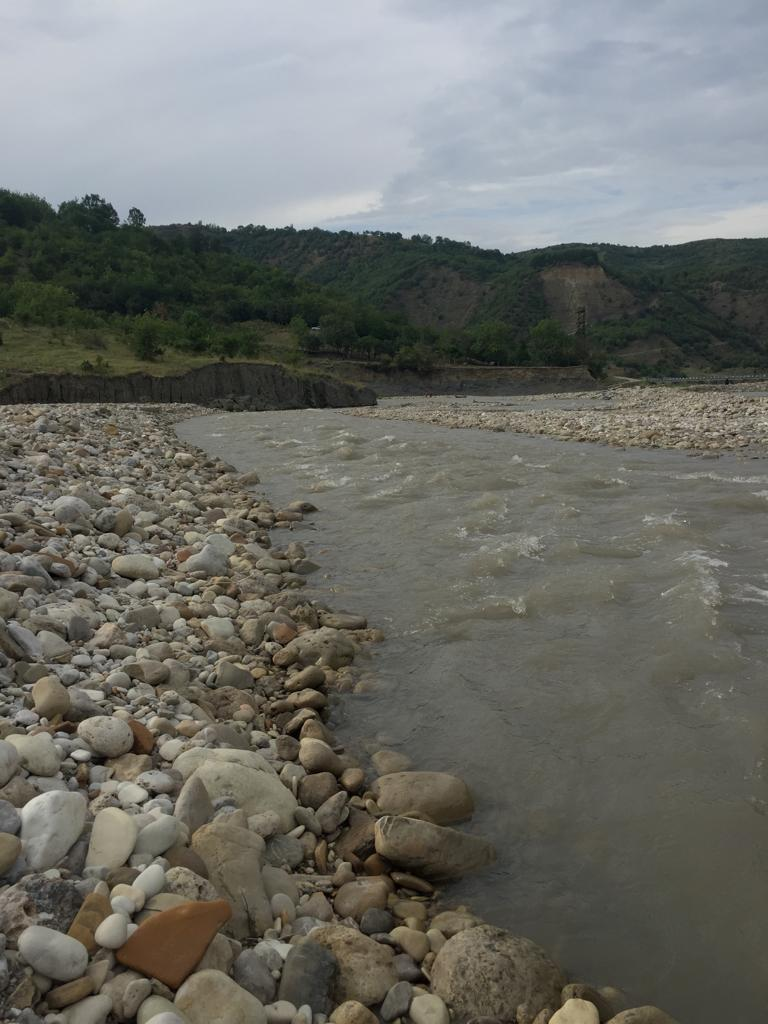
Река Йасси в Саясане
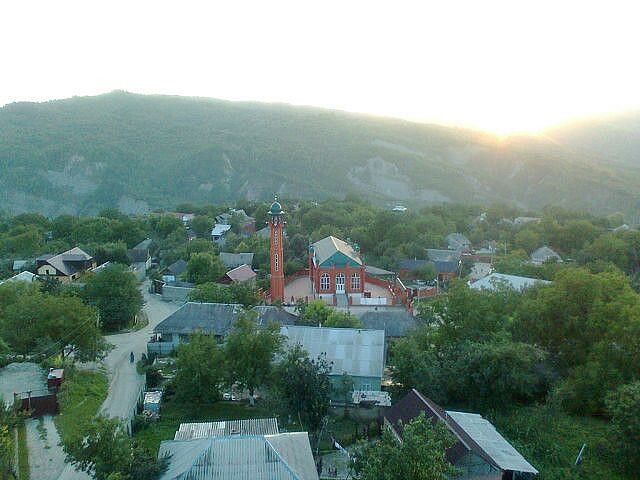
Центральная мечеть в Саясане.

## Микроторонимия Сесана
- Са1и гу
- Байтин кIажа (Байти к1ажа)
- Варин кха
- Товлин кха
- СоIин кха (Са1и кхат1а)
- Оччар-хьажин ирзу
- Элдархан басе
- Шепа1ан ирзу
- Эдалмирзин меттиг
- Умашан кха
- ХIекин кха
- ТIалбин ирзу
- Дарцин ирзу
- Оьлснакъин ирзу
- Сулимин кха
- Дукин бассе
- Исхьакъан бассе
- Законан ирзу
- Улхозан ирзу
- Ахьматхан ирзу
- Закрин хи
- Закрийн варш
- Тасон хи
- Аттангерин хи
- Мацаган хи
- Давлетмирзин хи
- Аласханан хи
- Тишала бассе (склон, где в языческие времена праздновали приход весны в честь богини тушоли)
- Горсхана Ӏин
- Деха-ирзу
- Хьаьжи-Юрт